# 救命卡特
《救命卡特》（韓語：카터），是一部2022年公開的的Netflix原創韩国動作片，該片由《殺人告白》導演鄭秉吉执导，周元、李成宰、鄭素利、金寶敏、卡蜜拉·貝兒、麥克·寇特等人主演。電影以病毒猖獗的韓半島為背景，講述一名王牌特工“卡特”在失去所有記憶醒來後莫名其妙地投入到可疑的作戰中，他必須在規定的時間裡找回自己並成功完成任務，是一部真實的限時動作大片。
本片于2021年6月下旬在忠清北道開始拍摄。2022年8月5日由Netflix发行。在Netflix全球十大电影（非英语）中排名第一，在90个国家/地区中排名前10。

## 演員陣容

### 主要人物
- 周元 飾演 卡特
- 李成宰 飾演 金鐘革
- 鄭素利 飾演 韓正熙
- 金寶敏 飾演 荷娜
- 卡蜜拉·貝兒 飾演  AGNES
- 麥克·寇特 飾演  SMITH

### 其他人物
- 鄭海均 飾演 金室長
- 呂大鉉 飾演 李哲主
- 吉娜·特丽萨·威廉森（英语：Gina Theresa Williamson） 飾演 CNN記者
- 姜宥拉 飾演 利允熙
- 卞瑞允 飾演 跆拳道老師
- 南志佑 飾演 記者1
- 金大鎮 飾演 飛機國情院要員1
- 李佳玹 飾演 飛機國情院要員2
- 劉仁赫 飾演 飛機國情院要員3
- 李元宇 飾演 飛機國情院要員4
- 李藝俊 飾演 飛機國情院要員4/飛機北韓軍人1
- 黃淳原 飾演 金鐘赫修士
- 申雨熙 飾演 北韓女兵
- 金原俊 飾演 飛機北韓軍人2
- 金鐘勳 飾演 飛機北韓軍人3
- 鄭周延 飾演 飛機北韓軍人4
- 申英旭 飾演 飛機北韓軍人5
- 高光俊 飾演 飛機北韓軍人6
- 李華映 飾演 北韓醫療組1
- 李娜英 飾演 北韓醫療組2
- 裴宰元 飾演 懸崖北韓軍人1
- 韓哲宇 飾演 懸崖北韓軍人2
- 黃貴民 飾演 機長
- 金大業 飾演 副機長
- 朴宰元 飾演 北韓幹部1
- 李勝載 飾演 北韓幹部2

### 特別出演
- 鄭在詠 飾演 鄭秉浩
- 王鐘明 飾演 韓國主播

## 外部鏈接
- NAVER上《救命卡特》的資料
- Daum上《救命卡特》的資料

- 韩国电影数据库（KMDb）上《救命卡特》的資料